# Volcà del Puig de la Costa
El Volcà del Puig de la Costa, anomenat també Puig de la Costa de Sant Miquel o Puig de la Roureda, és un antic volcà situat al municipi de Santa Pau, a la comarca de la Garrotxa, que s'eleva 727 msnm.